# Linhai (köping)
Linhai (kinesiska: 临海, 临海镇) är en köping i Kina. Den ligger i provinsen Jiangsu, i den östra delen av landet, omkring 250 kilometer nordost om provinshuvudstaden Nanjing. Antalet invånare är 61098. Befolkningen består av 30 305 kvinnor och 30 793 män. Barn under 15 år utgör 14,0 %, vuxna 15-64 år 74 %, och äldre över 65 år 10,0 %.
Genomsnittlig årsnederbörd är 983 millimeter. Den regnigaste månaden är juli, med i genomsnitt 234 mm nederbörd, och den torraste är januari, med 21 mm nederbörd.